# Zadni Mnich
Der Zadni Mnich (deutsch: Hinterer Mönch) ist ein Berg in der polnischen Hohen Tatra mit 2172 m. ü.N.N. Er befindet sich auf dem Hauptkamm der Tatra auf der polnisch-slowakischen Grenze im Massiv der Mięguszowieckie Szczyty. 

## Lage und Umgebung
Unterhalb des Gipfels liegt der Bergsee Meerauge im Tal Dolina Rybiego Potoku. Der Berg liegt in der Nähe der Gipfel Mnich sowie Ciemnosmreczyńska Turnia und der Bergpass Przełączka pod Zadnim Mnichem trennt ihn vom Gipfel der Cubryna.

## Etymologie
Der polnische Name Zadni Mnich lässt sich als Hinterer Mönch übersetzen. Man findet auch den Namen Mönch II im Schrifttum.

## Besteigungen
Erstbesteigungen:
- Sommer – Janusz Chmielowski und Klemens Bachleda am 13. September 1904
- Winter – Henryk Bednarski, Józef Lesiecki, Leon Loria und Stanisław Zdyb am 13. März 1910

## Tourismus
Der Gipfel ist bei Kletterern beliebt. Als Ausgangspunkt für eine Besteigung eignet sich die Berghütte Schronisko PTTK nad Morskim Okiem. Es gibt keinen markierten Wanderweg auf den Gipfel.

## Belege
- Zofia Radwańska-Paryska, Witold Henryk Paryski, Wielka encyklopedia tatrzańska, Poronin, Wyd. Górskie, 2004, ISBN 83-7104-009-1.
- Tatry Wysokie słowackie i polskie. Mapa turystyczna 1:25.000, Warszawa, 2005/06, Polkart ISBN 83-87873-26-8.